# Gouvernement Ouyahia IV
République algérienne
Ouyahia III Ouyahia V
Le gouvernement d'Ahmed Ouyahia IV était le gouvernement algérien en fonction du 19 avril 2004 au 1er mai 2005.

## Composition
| Portefeuille | Ministre                  |
| --- | ------------------------- |
| Chef du gouvernement                                                                                               | Ahmed Ouyahia             |
| Ministre d'État, Ministre de l'Intérieur et des Collectivités locales                                              | Noureddine Yazid Zerhouni |
| Ministre d'État, Ministre des Affaires étrangères                                                                  | Abdelaziz Belkhadem       |
| Président de la République, Ministre de la Défense nationale                                                       | Abdelaziz Bouteflika      |
| Ministre de la Justice, Garde des Sceaux                                                                           | Tayeb Belaïz              |
| Ministre des Finances                                                                                              | Abdelatif Benachenhou     |
| Ministre de l'Énergie et des Mines                                                                                 | Chakib Khelil             |
| Ministre des Ressources en eau                                                                                     | Abdelmalek Sellal         |
| Ministre du Commerce                                                                                               | Noureddine Boukrouh       |
| Ministre des Affaires religieuses et des Wakfs                                                                     | Bouabdellah Ghlamallah    |
| Ministre des Moudjahidine                                                                                          | Mohamed Cherif Abbas      |
| Ministre de l'Aménagement du territoire et de l'Environnement                                                      | Cherif Rahmani            |
| Ministre des Transports                                                                                            | Mohamed Maghlaoui         |
| Ministre de l'Éducation nationale                                                                                  | Aboubakr Benbouzid        |
| Ministre de l'Agriculture et du Développement rural                                                                | Saïd Barkat               |
| Ministre des Travaux publics                                                                                       | Amar Ghoul                |
| Ministre de la Santé, de la Population et de la Réforme hospitalière                                               | Mourad Redjimi            |
| Ministre de la Culture                                                                                             | Khalida Toumi             |
| Ministre de la Communication                                                                                       | Boudjemaa Haichour        |
| Ministre de la Petite et Moyenne entreprise et de l'Artisanat                                                      | Mustapha Benbada          |
| Ministre de l'Enseignement supérieur et de la Recherche scientifique                                               | Rachid Harroubia          |
| Ministre de la Poste et des Technologies de l'Information et de la Communication                                   | Amar Tou                  |
| Ministre de la Jeunesse et des Sports                                                                              | Abdelaziz Ziari           |
| Ministre de la Formation et de l'Enseignement professionnel                                                        | El Hadi Khaldi            |
| Ministre de l'Habitat et de l'Urbanisme                                                                            | Mohamed Nadir Hamimid     |
| Ministre de l'Industrie                                                                                            | El Hachemi Djaâboub       |
| Ministre du Travail, de la Sécurité sociale                                                                        | Tayeb Louh                |
| Ministre de l'Emploi et de la Solidarité nationale                                                                 | Djamel Ould Abbes         |
| Ministre chargé des Relations avec le Parlement                                                                    | Mahmoud Khoudri           |
| Ministre de la Pêche et des Ressources halieutiques                                                                | Smaïl Mimoune             |
| Ministre du Tourisme                                                                                               | Mohamed Seghir Kara       |
| Ministre délégué auprès du Ministre de l'Intérieur, chargé des Collectivités locales                               | Dahou Ould Kablia         |
| Ministre délégué auprès du Ministre des Affaires étrangères, chargé des Affaires maghrébines et africaines         | Abdelkader Messahel       |
| Ministre déléguée auprès du Chef du gouvernement, chargée de la Famille et de la Condition féminine                | Nouara Saadia Djaafar     |
| Ministre déléguée auprès du Chef du gouvernement, chargée de la Communauté nationale à l'étranger                  | Sakina Messadi            |
| Ministre délégué auprès du Ministre des Finances, chargé de la Réforme financière                                  | Karim Djoudi              |
| Ministre délégué auprès du Ministre de l'Agriculture, chargé du Développement rural                                | Rachid Benaïssa           |
| Ministre déléguée auprès du Ministre de l'Enseignement supérieur, chargée de la Recherche scientifique             | Souad Bendjaballah        |
| Ministre délégué auprès du Ministre de l'Aménagement du territoire, chargé de la Ville                             | Abderrachid Boukerzaza    |
| Ministre délégué auprès du Chef du gouvernement, chargé de la Participation et de la Promotion de l'Investissement | Yahia Hamlaoui            |